# Józef Poniatowski (pułkownik)
Józef Poniatowski herbu Ciołek (ur. w 1762, zm. w 1845 w Tahańczy) – syn Ignacego, pułkownik wojska polskiego.
W młodości służył 6 lat w wojsku pruskim, a następnie rosyjskim. Po wyprawie na Oczaków przeszedł do kawalerii polskiej. Służył w 8 Brygadzie Kawalerii Narodowej, gdzie awansował 6 listopada 1789 z rotmistrza na majora. 26 maja 1792 otrzymał awans na pułkownika i nominację na dowódcę 2 Pułku Wiernych Kozaków. Został adiutantem księcia Józefa Poniatowskiego, walcząc pod Zieleńcami i Dubienką w czasie wojny polsko-rosyjskiej 1792. Odznaczony Krzyżem Orderu Virtuti Militari, został członkiem pierwszej kapituły VM.
10 sierpnia 1792 r. uwolniony ze służby wojskowej w stopniu pułkownika.
Osiadł w swych dobrach na Ukrainie, i zaangażował się w ich rozwój gospodarczy: prowadził akcję kolonizacyjną, zakładał manufaktury, ograniczył obciążenia włościan.
Miał trzech synów: Maurycego, Lamberta i Cezarego.
Pozostawił niepublikowane Pamiętniki.